# Zjednoczona Lewica
Verenigd Links (ZL) (Pools: Zjednoczona Lewica SLD+TR+PPS+UP+Zieloni) is een gelegenheidsalliantie van linkse en centrumlinkse partijen voor de Poolse parlementsverkiezingen van 25 oktober 2015.

## Geschiedenis
Naar aanleiding van de presidentsverkiezingen van 25 mei 2015, die voor de linkse partijen desastreus waren verlopen, besloten de twee belangrijkste centrumlinkse partijen, de Alliantie van Democratisch Links (SLD) en Jouw Beweging (Twój Ruch), begin juli 2015 om met een gemeenschappelijke lijst uit te komen tijdens de parlementsverkiezingen later dat jaar, teneinde meer kans te maken om boven de kiesdrempel te blijven. Op 19 juli besloot ook de Unie van de Arbeid (UP) aan de nieuwe alliantie te gaan deelnemen. Op 21 juli werd de naam van het kiescomité bekendgemaakt, Zjednoczona Lewica. Naderhand voegden ook de Partij de Groenen (PZ) en de Poolse Socialistische Partij (PPS) zich bij de alliantie en op 18 augustus 2015 werd het kiescomité officieel geregistreerd onder de naam Zjednoczona Lewica SLD+TR+PPS+UP+Zieloni. Op 14 september trad ook de Poolse Partij van de Arbeid (PPP) toe. Op de lijsten van Verenigd Links staan voorts individuele leden van onder meer de Democratische Partij - demokraci.pl, de Democratische Partij (SD), de Poolse Volkspartij (PSL) en de Sociaaldemocratie van Polen (SDPL).
Op 4 oktober werd de duo-voorzitter van Twój Ruch, Barbara Nowacka (een bekend feministe en dochter van Izabela Jaruga-Nowacka) verkozen tot leider van de alliantie. Bij de parlementsverkiezingen op 25 oktober behaalde Verenigd Links uiteindelijk 7,60% van de stemmen en bleef daarmee onder de kiesdrempel van 8%, die voor coalities van partijen gold. Hiermee verdween links uit het Poolse parlement.
Verenigd Links kan als een opvolger worden beschouwd van eerdere linkse coalities als Links en Democraten (LiD) en Europa Plus.